# Presinge
Presinge je obec na jihozápadě Švýcarska, v kantonu Ženeva. Žije zde 712 obyvatel.

## Geografie
Obec se nachází asi 8 kilometrů severovýchodně od Ženevy, na hranici s Francií. Skládá se z hlavní obce Presinge a vesnic Cara a La Louvière.

## Historie

Letecký pohled (1929)

První zmínka o obci pochází z doby kolem roku 1000 ve slovním spojení in Presiago. Ve vesnici Cara, která se nacházela na keltské a později římské křižovatce, byly objeveny malované zbytky zdí a mozaika římského sídla z konce 1. nebo počátku 2. století. Ve středověku patřilo Presinge ženevským hrabatům a rodu de Grailly, později pánům z Ville-la-Grand. Na konci 14. století zdědila všechna světská panovnická práva nad Presinge hrabata savojská. V roce 1536 obsadil Bern region Gaillard a v roce 1567 jej vrátil savojskému vévodovi. V roce 1792 se Presinge stalo francouzským a spolu s Puplinge se stalo součástí nově vytvořené obce Ville-la-Grand. V roce 1816 byly Presinge a Puplinge postoupeny kantonu Ženeva a až do roku 1851 tvořily jednu obec. Konflikty mezi oběma obcemi vedly v roce 1851 se souhlasem parlamentu kantonu Ženeva k rozdělení obce. V roce 1275 patřilo opatství Abondance augustiniánské převorství. Kostel Saint-Félix, poprvé zmiňovaný v roce 1304, ale postavený na románských základech, patřil od roku 1420 ženevské katedrální kapitule Saint-Pierre. Byl několikrát rozšířen a obnoven, naposledy v roce 1970. V roce 1536 byla farnost reformována, ale po roce 1598 se vrátila ke katolické víře. Podle podmínek Basilejského deputátu z roku 1544 získalo město Ženeva od katedrální kapituly pozemková práva v Presinge, která byla v roce 1754 převedena na Savojsko. To umožnilo mnoha ženevským občanům získat v Presinge rozsáhlé zemědělské statky. Obec nebyla téměř zasažena urbanizací, byla ušetřena rozsáhlého rozvoje a zachovala si svůj venkovský charakter.

## Obyvatelstvo
| Vývoj počtu obyvatel | Vývoj počtu obyvatel | Vývoj počtu obyvatel | Vývoj počtu obyvatel | Vývoj počtu obyvatel | Vývoj počtu obyvatel | Vývoj počtu obyvatel | Vývoj počtu obyvatel | Vývoj počtu obyvatel | Vývoj počtu obyvatel | Vývoj počtu obyvatel | Vývoj počtu obyvatel | Vývoj počtu obyvatel |
| -------------------- | -------------------- | -------------------- | -------------------- | -------------------- | -------------------- | -------------------- | -------------------- | -------------------- | -------------------- | -------------------- | -------------------- | -------------------- |
| Rok                  | 1850                 | 1860                 | 1900                 | 1930                 | 1950                 | 1970                 | 1990                 | 2000                 | 2010                 | 2012                 | 2014                 | 2017                 |
| Počet obyvatel       | 592 (s Puplinge)     | 293                  | 311                  | 245                  | 268                  | 411                  | 506                  | 614                  | 622                  | 627                  | 651                  | 677                  |

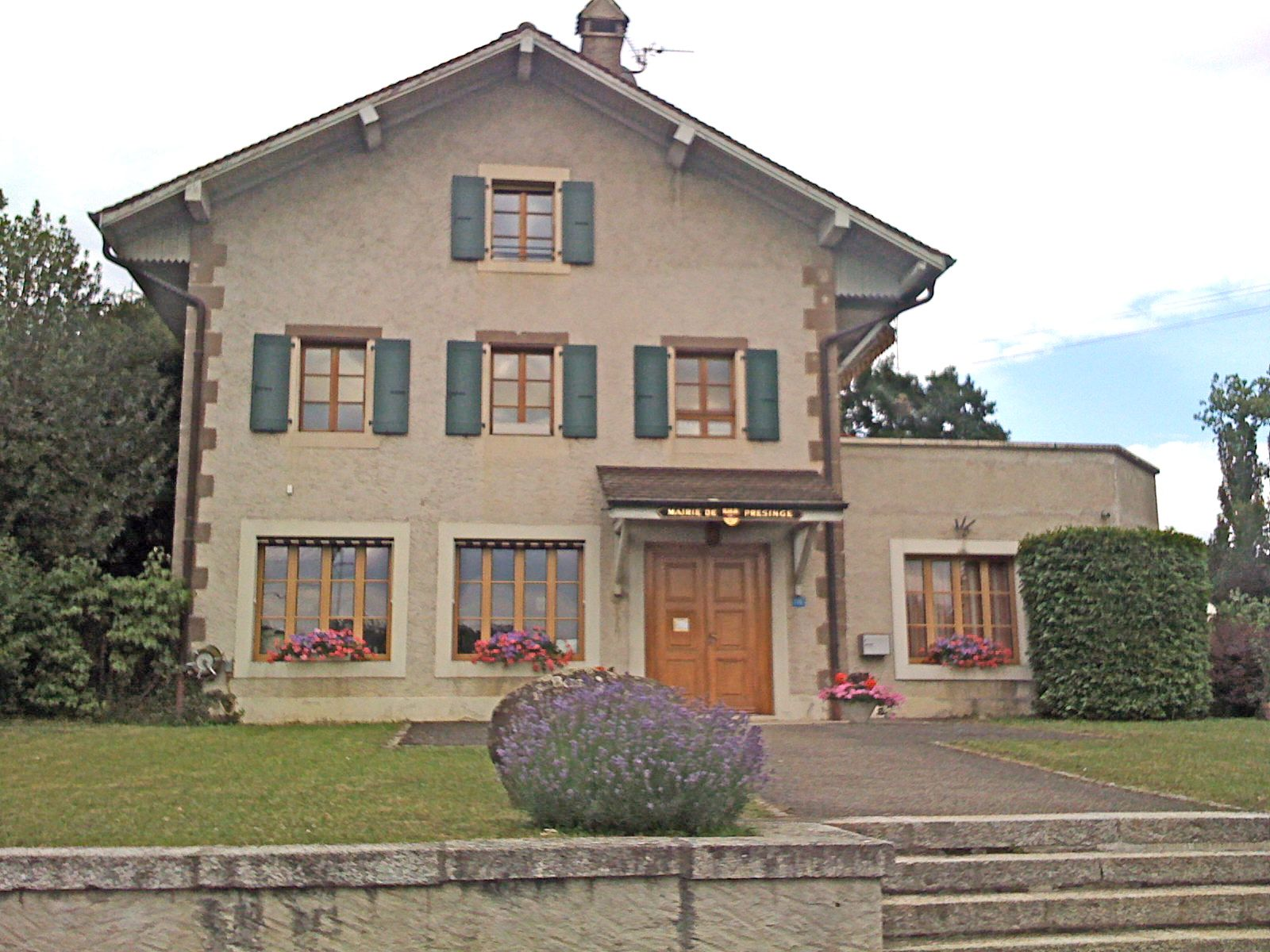
Obecní úřad

Většina obyvatel (k roku 2000) hovoří francouzsky (520, tj. 84,7 %), druhá nejčastější je albánština (22, tj. 3,6 %) a třetí němčina (15, tj. 2,4 %).

## Doprava
Presinge je napojeno na síť veřejné dopravy autobusovou linkou, kterou provozuje ženevský dopravní podnik Transports publics genevois (TPG). Železnice územím obce neprochází, nejbližší železniční stanice se nachází ve francouzském Annemasse.